# Teopisto Valderrama Alberto
Teopisto Valderrama Alberto (1912 - 1996) là một Giám mục người Philippines của Giáo hội Công giáo Rôma. Ông nguyên là Tổng giám mục chính tòa Tổng giáo phận Caceres và Chủ tịch Hội đồng Giám mục Philippines. Trước đó, ông cũng từng đảm nhiệm các vị trí khác như Giám mục chính tòa Giáo phận Sorsogon và Tổng giám mục Phó Caceres. Ông cũng là một nghị phụ tham dự Công đồng Vatican II giai đoạn III và IV.

## Tiểu sử
Giám mục Teopisto Valderrama Alberto sinh ngày 19 tháng 9 năm 1912, tại Bagamanoc, thuộc Ấn Độ. Sau quá trình tu học dài hạn tại các cơ sở chủng viện theo quy định của Giáo luật, ngày 7 tháng 3 năm 1937, Phó tế Alberto, 25 tuổi, tiến đến việc được truyền chức linh mục.
Sau 15 năm thi hành các tác vụ của một người linh mục, ngày 10 tháng 7 năm 1952, tin tức từ Tòa Thánh loan báo việc Giáo hoàng đã xác nhận tuyển chọn linh mục Teopisto Valderrama Alberto, 40 tuổi, gia nhập Giám mục đoàn Công giáo Hoàn vũ, với vị trí được bổ nhiệm là Giám mục chính tòa Giáo phận Sorsogon. Lễ tấn phong cho vị giám mục tân cử được tổ chức sau đó vào ngày 7 tháng 10 cùng năm, với phần nghi thức truyền chức chính yếu được cử hành cách trọng thể bởi 3 giáo sĩ cấp cao. Chủ phong cho vị tân chức là Tổng giám mục Egidio Vagnozzi, Sứ thần Tòa Thánh tại Philippines. Hai vị giáo sĩ còn lại, với vai trò phụ phong, gồm có Giám mục Juan Callanta Sison, Giám mục Phụ tá Tổng giáo phận Nueva Segovia và Giám mục Flaviano Barrechea Ariola, Giám mục chính tòa Giáo phận Legazpi. Tân giám mục chọn cho mình châm ngôn:Ipsi gloriæ in sæcula.
Bảy năm trên cương vị chính tòa Sorsogon của Giám mục Teopisto Valderrama Alberto chấm dứt bằng quyết định của Tòa Thánh, thăng Giám mục này thành Tổng giám mục, điều chuyển làm Tổng giám mục Phó Tổng giáo phận Caceres (Nueva Caceres) và danh hiệu Giám mục Hiệu tòa Amastris. Quyết định trên được Tòa Thánh cho công bố rộng rãi vào ngày 7 tháng 9 năm 1959. Sáu năm sau đó, đến ngày 6 tháng 4 năm 1965, ông kế vị, trở thành Tổng giám mục chính tòa.
Sau gần 20 năm tại vị trí Tổng giám mục, Tổng giám mục Alberto từ nhiệm, và được phía Tòa Thánh thông báo xác nhận vào ngày 20 tháng 10 năm 1983.
Ngoài các chức danh chính thức do Tòa Thánh bổ nhiệm, ông còn kiêm thêm vị trí Chủ tịch Hội đồng Giám mục Philippines từ năm 1970 đến năm 1974.
Tổng giám mục Alberto qua đời ngày 2 tháng 5 năm 1996, thọ 84 tuổi.